# Roberta Sá
Roberta Varella de Sá OMC (Natal, 19 de dezembro de 1980) é uma cantora brasileira de MPB, samba e bossa nova.
Sua discografia conta com seis álbuns de estúdio, e dois CD/DVD ao vivo. Em 2007, Roberta Sá foi indicada ao Grammy Latino na categoria de "Artista Revelação", juntamente com o sambista Diogo Nogueira.

## Biografia

### Infância e início de carreira

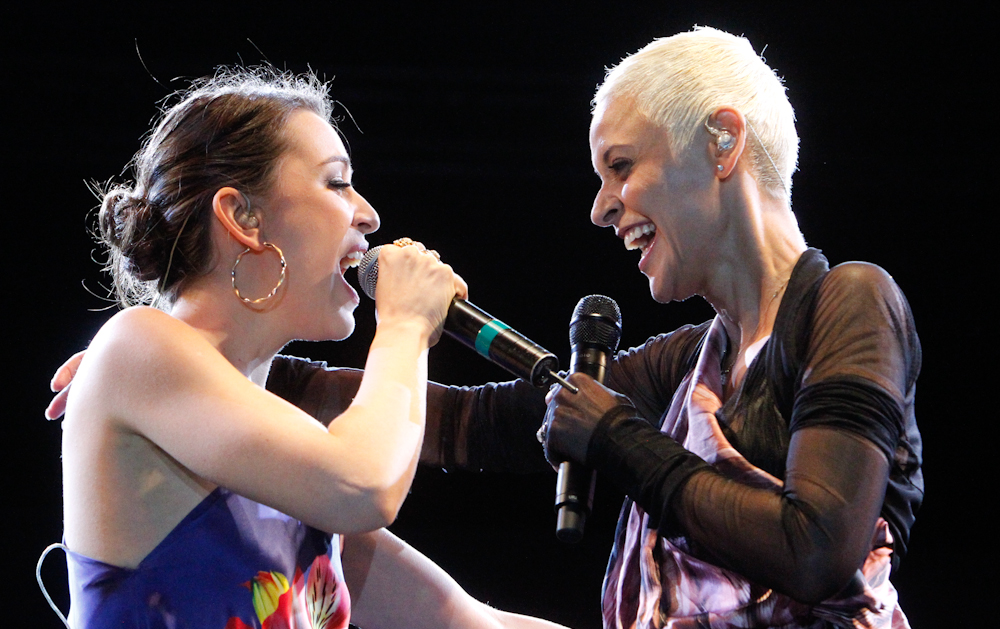
Com a cantora portuguesa Mariza, em 2012.

Roberta Sá nasceu em Natal, capital do Rio Grande do Norte. Na infância seus pais lhe apresentavam rock (Beatles e Jovem Guarda), MPB e músicas regionais. Aos 9 anos mudou-se para o Rio de Janeiro em virtude do segundo casamento de sua mãe. Com 18 anos fez intercâmbio em Missouri nos Estados Unidos onde estudou canto num coral durante um ano.
De volta ao Rio, fazia aulas de canto, enquanto cursava jornalismo e trabalhava como balconista. Em 2001 fez show de abertura para apresentação das bandas Liquidificalouca e Paula Leal e Os Infiéis, no Planetário da Gávea.
Em 2002, durante as férias da universidade, sua professora de canto Vera de Canto e Melo lhe recomendou que fizesse testes musicais e Roberta acabou entrando no programa de televisão Fama. O programa, que se pretendia uma academia de artistas, tradicionalmente moldava seus cantores num estilo americanizado, o que não agradava à jovem que foi eliminada na quarta semana. O grande legado do programa, segundo a própria cantora, foi a oportunidade de ela conhecer Felipe Abreu (irmão da cantora Fernanda Abreu), que se tornou seu preparador vocal e a incentivou a preparar um show — realizado no Mistura Fina alguns meses depois. Felipe indicou o músico Rodrigo Campello para produzir uma primeira “demo” da cantora, com o arranjador Paulo Malaguti. O trabalho chegou às mãos de Gilberto Braga, que a convidou para gravar “A Vizinha do Lado”, de Dorival Caymmi, como tema da novela “Celebridade”.
 Roberta conheceu Rodrigo Campello, que se tornou seu produtor. Eles gravaram, sob encomenda de uma empresa, um álbum promocional intitulado "Sambas e Bossas". Entre as gravações, alguns clássicos como "A Flor e o Espinho", "Essa Moça tá Diferente" e "Chega de Saudade". Os mesmos fonogramas foram relançados para o público em geral, em 2021, em album de mesmo nome mas com capa diferente.

### Braseiro
Em 2005 veio o primeiro disco, “Braseiro”, incluindo três músicas da demo, com produção de Rodrigo Campello e a direção de voz e coro de Felipe Abreu. No álbum há canções de compositores consagrados como Janet de Almeida ("Eu Sambo Mesmo"), Chico Buarque ("Pelas Tabelas") e Paulinho da Viola ("Valsa da Solidão") e de novos talentos como Marcelo Camelo ("Casa Pré-Fabricada"), Teresa Cristina ("Lavoura"), Lula Queiroga ("Ah! Se Eu Vou"), Rodrigo Maranhão ("Olho de Boi") e Pedro Luís ("No Braseiro"). O trabalho conta ainda com a participações de Ney Matogrosso ("Lavoura") e MPB-4 ("Cicatrizes").
“O repertório é uma declaração de amor à música popular brasileira. Pelo menos a que eu conhecia até aquele momento. É um álbum de memórias musicais afetivas. Foi aí que começou minha formação profissional, através do convívio com músicos e artistas fabulosos”, diz Roberta.

### Que Belo Estranho Dia Para Se Ter Alegria
Em agosto de 2007 foi lançado seu segundo álbum, intitulado "Que Belo Estranho Dia Pra Se Ter Alegria". No mesmo ano, ganhou dois prêmio da APCA (Associação Paulista de Críticos de Arte): melhor cantora e melhor álbum. Com ele, Roberta conquistou o disco de ouro pelas mais de 50.000 cópias vendidas. O álbum também recebeu indicações ao Grammy Latino nas categorias Artista Revelação do Ano e Melhor Álbum de Música Popular Brasileira.
Em dezembro de 2007 Roberta participou do evento "Natal em Natal" na capital potiguar. O show foi realizado no estádio João Machado, o Machadão, e reuniu um público estimado em mais de 10 mil pessoas.
Em 2008, a música "Mais Alguém" entrou na trilha sonora de Negócio da China. Mais tarde, em 2009, a mesma canção também entrou na trilha sonora da novela Viver a Vida. Por sua vez, em 2010, a canção "Fogo e Gasolina" entrou na trilha sonora da telenovela Passione. Em 2011, convidada por Gilberto Gil, gravou com ele a canção "Minha Princesa Cordel", servindo como tema de abertura da telenovela Cordel Encantado. Já em 2012, a música "Pavilhão de Espelhos" entrou na trilha sonora de "Cheias de Charme". Lenine, Carlos Malta e Pife Muderno, Hamilton de Holanda Silvério Pontes e Zé da Velha foram os convidados especiais do disco.

### Pra Se Ter Alegria - Ao Vivo
Dois anos depois, Roberta Sá reuniu o repertório dos dois primeiros álbuns no show “Pra Se Ter Alegria”, que contou com a direção do cantor e compositor Pedro Luís e da jornalista Bianca Ramoneda. A apresentação feita na casa Vivo Rio, no Rio de Janeiro, foi registrada em DVD dirigido pela Samba Filmes e um álbum ao vivo, lançados em 2009 e que reúnem sucessos como “Alô Fevereiro”, “Interessa?”, “Janeiros”, “Mais Alguém”, “Eu Sambo Mesmo” e “Agora Sim”. 

### Quando o Canto é Reza
O projeto seguinte de Roberta Sá nasceu numa conversa na Lapa. Em 2010, ela se juntou ao Trio Madeira Brasil (de Marcello Gonçalves, Zé Paulo Becker e Ronaldo do Bandolim) e gravou o álbum “Quando o Canto é Reza”, homenagem ao compositor baiano Roque Ferreira. O disco tem coco, maxixe, samba carioca, maracatu, samba-de-roda e 13 canções do compositor – oito delas, inéditas. 

### Segunda Pele

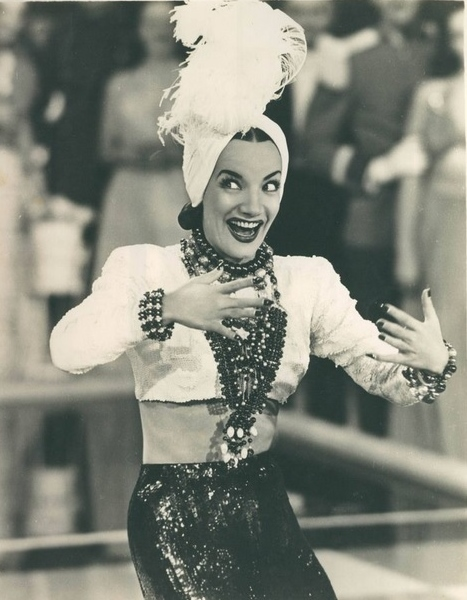
Carmen Miranda foi citada por Roberta Sá como suas maiores influências para a construção de sua identidade artística.

Em 24 de janeiro de 2012, Roberta Sá lança seu quarto disco de estúdio intitulado Segunda Pele. Das 12 canções do álbum, 7 são inéditas e uma delas "No Bolso" foi composta por Roberta em parceria com Pedro Luís. O disco possui direção musical de Rodrigo Campello, grande parceiro de Roberta em outros discos, e conta com direção vocal e de coro de Felipe Abreu.
Em 13 de setembro de 2012, foi ao ar o segundo episódio da série "Cantoras do Brasil" do Canal Brasil. Nele, Roberta Sá fez releituras de sucessos eternizados na voz de Carmen Miranda, com uma estética bem diferente, o programa foi idealizado pelas jornalistas Mercedes Tristão e Simone Esmanhotto e pela produtora cultural Mariana Rolim. Com direção da cineasta Simone Elias e produção executiva de Julia Bock. Essa não é a primeira vez que a cantora visita o repertório de Carmen, em 2009, no show "A pequena notável" feito em parceria com Pedro Luís, Roberta Sá prestou uma homenagem a cantora e atriz no projeto "Alô...Alô? - 100 Anos de Carmen Miranda", produzido pelo Centro Cultural Banco do Brasil.

### Delírio
Em agosto de 2015, Roberta Sá lança seu quinto álbum de estúdio (e sexto ao todo) intitulado Delírio. O disco dá continuidade à parceria de Roberta com o produtor Rodrigo Campello, e conta com participações de Martinho da Vila, Chico Buarque, António Zambujo e Xande de Pilares. O álbum é o primeiro da artista pela gravadora Som Livre.

### Delírio No Circo - Ao Vivo
Em novembro de 2016, Roberta lança o CD/DVD Delírio No Circo, com participação de Martinho da Vila. O projeto registra o show "Delírio", baseado no álbum homônimo da cantora, e foi captado ao vivo no Circo Voador, no Rio de Janeiro, em maio de 2016. Este é o segundo CD e DVD ao vivo lançado por Roberta Sá. O registro rendeu o prêmio de Melhor Cantora de Samba no Prêmio da Música Brasileira de 2017.

## Discografia

### Álbuns de estúdio
| Ano  | CD                                       | Vendas   | Certificações |
| ---- | ---------------------------------------- | -------- | ------------- |
| 2005 | Braseiro                                 | + 20.000 | —             |
| 2007 | Que Belo Estranho Dia Pra Se Ter Alegria | + 75.000 | Ouro          |
| 2010 | Quando o Canto é Reza                    | + 35.000 | —             |
| 2012 | Segunda Pele                             | + 25.000 | —             |
| 2015 | Delírio                                  | + 20.000 | —             |
| 2019 | Giro                                     | + 3.000  | —             |
| 2021 | Sambas e Bossas                          |          |               |
| 2022 | Sambasá                                  |          |               |

### Álbuns Ao Vivo
| Ano  | CD                 | Vendas   | Certificações |
| ---- | ------------------ | -------- | ------------- |
| 2009 | Pra Se Ter Alegria | + 70.000 | Ouro          |
| 2016 | Delírio no Circo   | + 10.000 | —             |
| 2023 | Sambasá            |          |               |

### Álbuns promocionais
| Ano  | CD              | Vendas |
| ---- | --------------- | ------ |
| 2004 | Sambas e Bossas | 20.000 |

### DVD
| Ano  | CD                 | Vendas   | Certificações |
| ---- | ------------------ | -------- | ------------- |
| 2009 | Pra Se Ter Alegria | + 50.000 | Ouro          |
| 2016 | Delírio no Circo   | + 15.000 | —             |

### Trilhas sonoras

#### Novelas
- A Vizinha do Lado - Celebridade
- Desenredo - Desejo Proibido
- Mais Alguém - Negócio da China
- Amor Blue - Ciranda de Pedra
- Mais Alguém - Viver a Vida
- Fogo e Gasolina - Passione
- Minha Princesa Cordel - Cordel Encantado
- Pavilhão de Espelhos - Cheias de Charme
- Você Não Poderia Surgir Agora - Amor à Vida
- Medo de Amar Nº 2 - Sete Vidas
- Pra Você - A Força do Querer
- Afogamento - Segundo Sol

Filmes 
- Dê um Rolê - Zuzu Angel
- Tico-Tico no Fubá - Zuzu Angel

## Filmografia
Televisão
| Ano  | Título | Personagem |
| ---- | ------ | ---------- |
| 2023 | Fuzuê  | Ela mesma  |